# Charité (série de televisão)
Charité é uma série de televisão alemã. A primeira temporada foi dirigida por Sönke Wortmann e escrita por Dorothee Schön e Sabine Thor-Wiedemann. A temporada se passa durante 1888 e anos seguintes no hospital Charité em Berlim. A série estreou em 21 de março de 2017 no canal Das Erste e foi distribuída nos Estados Unidos pela Netflix desde abril de 2018.
A segunda temporada entrou em produção em novembro de 2017 e foi ao ar na Alemanha em fevereiro de 2019. Esta temporada foi dirigida por Anno Saul e também foi escrita por Schön e Thor-Wiedemann. É ambientada nos anos de 1943 a 1945. O elenco foi substituído por um conjunto totalmente novo de atores por causa do grande lapso de tempo entre as temporadas.  Esta segunda temporada começou a ser transmitida na Netflix na América do Norte em meados de 2019 intitulada Charité at War.
Em Portugal, a série é exibida na RTP2.

## Elenco

### Primeira temporada
- Alicia von Rittberg como Ida Lenze
- Maximilian Meyer-Bretschneider como Georg Tischendorf
- Justus von Dohnányi como Robert Koch
- Matthias Koeberlin como Emil Behring
- Christoph Bach como Paul Ehrlich
- Ernst Stötzner como Rudolf Virchow
- Matthias Brenner como Ernst von Bergmann
- Thomas Loibl como Bernhard Spinola
- Emilia Schüle como Hedwig Freiberg
- Ramona Kunze-Libnow como Matron Martha
- Klara Deutschmann como irmã Therese
- Tanja Schleiff como enfermeira Edith
- Monika Oschek como enfermeira Stine
- Daniel Sträßer como Heinrich von Minckwitz
- Greta Bohacek como Mariechen
- Stella Hilb como Hedda Ehrlich
- Lucas Prisor acomo  Kaiser Wilhelm II
- Runa Greiner como Else Spinola
- Rosa Enskat como Emmi Koch
- Yusuke Yamasaki como Kitasato Shibasaburō
- Michael Pitthan como Arthur Conan Doyle
- Thomas Zielinski como Carl Hagenbeck

### Segunda temporada
- Mala Emde como Anni Waldhausen
- Ulrich Noethen como Ferdinand Sauerbruch
- Jannik Schümann como  Otto Marquardt
- Luise Wolfram como Margot Sauerbruch
- Artjom Gilz como Artur Waldhausen
- Jacob Matschenz como Martin Schelling
- Frida-Lovisa Hamann como Nurse Christel
- Susanne Böwe como enfermeira Käthe
- Lukas Miko como Max de Crinis
- Hans Löw como Adolphe Jung (de)
- Sarah Bauerett como Maria Fritsch (de)
- Marek Harloff como Fritz Kolbe
- Peter Kremer como Georg Bessau (de)
- Max von Pufendorf como Hans von Dohnányi
- Katharina Heyer como Magda Goebbels
- Pierre Kiwitt como Claus von Stauffenberg
- Anja Schneider como Christine von Dohnanyi
- Thomas Neumann como Karl Bonhoeffer

## Episódios
| Temporada | Temporada | Episódios | Episódios | Originalmente exibido   | Originalmente exibido |
| Temporada | Temporada | Episódios | Episódios | Estreia da temporada    | Final da temporada    |
| --------- | --------- | --------- | --------- | ----------------------- | --------------------- |
|           | 1         | 6         | 6         | 21 de março de 2017     | 18 de abril de 2018   |
|           | 2         | 6         | 6         | 12 de fevereiro de 2019 | 19 de março de 2019   |